# Ferrari Typ 053
Ferrari Typ 053 ist die Bezeichnung eines Rennmotors des italienischen Herstellers Ferrari, den das Team in der Formel 1 in der Saison 2004 einsetzte. Der V10-Motor wurde unter Motorenchef Paolo Martinelli entwickelt.

## Entwicklung

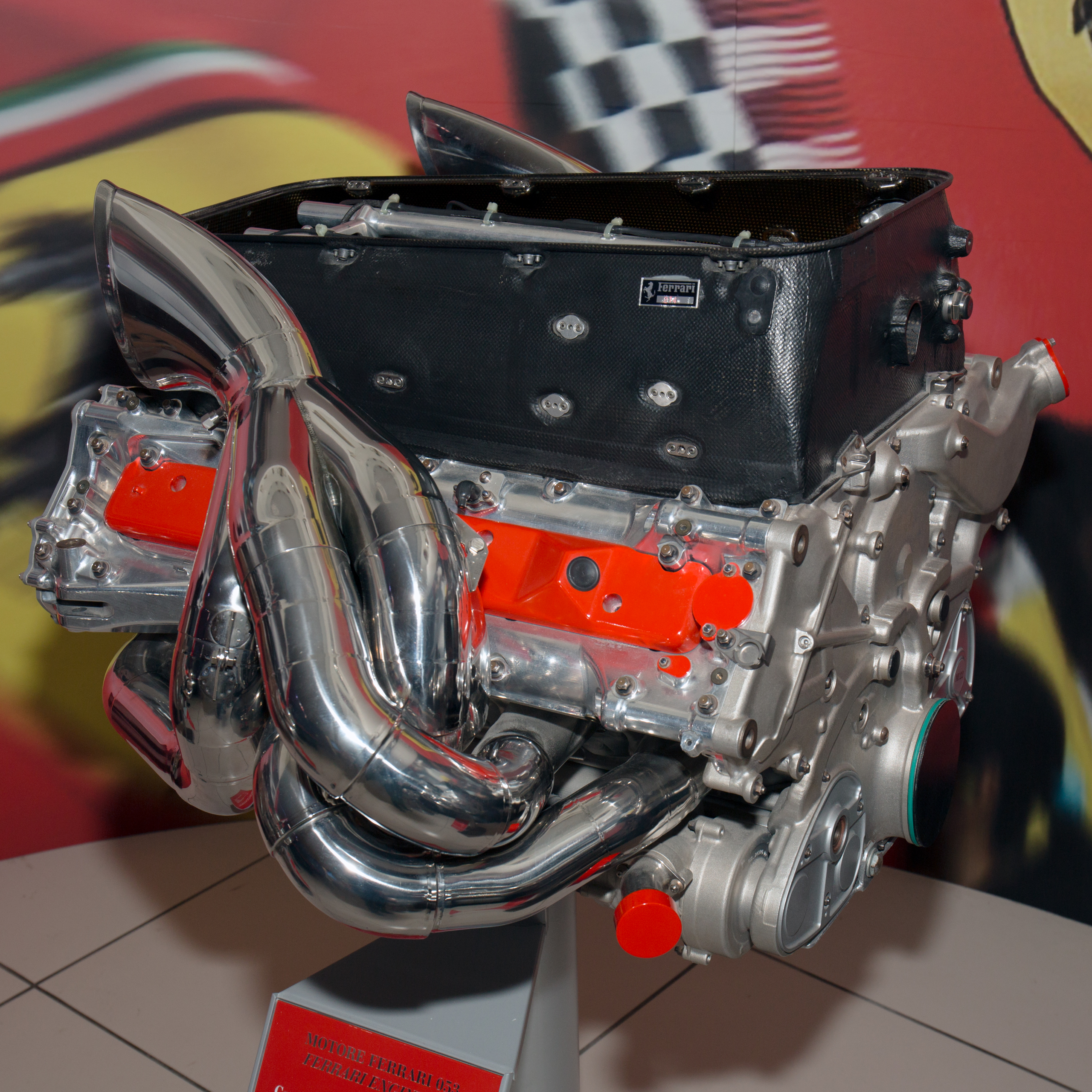
Ferrari Typ 053 im Ferrari-Museum

Bei dem Typ 053 handelt es sich um eine komplette Neuentwicklung. Die zur Saison 2004 eingeführten Motorenregeln verlangten es, dass jeder Motor ein gesamtes Rennwochenende durchhielt. Ein unerlaubter Motorwechsel hätte eine Grid-Strafe von 10 Plätzen zur Folge gehabt. Daher lag Ferraris Augenmerk bei der Entwicklung des Typs 053 auf Lebensdauer und Zuverlässigkeit. Um dieses Ziel zu erreichen, wurden alle sich bewegenden Teile neu konstruiert. Das Gewicht stieg im Vergleich zum Vorgänger Typ 052 nur unwesentlich, was unter anderem auf den Einsatz neuer Legierungen zurückzuführen ist. Das Motor-Management stammte von Magneti Marelli.

## Verwendung
Der Typ 053 wurde nur in der Saison 2004 und nur von Ferrari beim F2004 und Sauber beim Sauber C23 verwendet. Sauber nutzte für den Motor jedoch den Namen PETRONAS 04A.

## Technische Daten
| Datenbezeichnung   | Beschreibung               |
| ------------------ | -------------------------- |
| Gewicht            | ca. 95 kg                  |
| Länge              | 597 mm                     |
| Breite             | 530 mm                     |
| Höhe               | 353 mm                     |
| Zylinder           | V10                        |
| Zylinderbankwinkel | 90°                        |
| Ventile            | 4 pro Zylinder             |
| Kröpfungswinkel    | 144°                       |
| Bohrung            | 98 mm                      |
| Kolbenhub          | 39,75 mm                   |
| Hubraum            | 3,0 Liter                  |
| Drehzahl           | max. 19.100/min            |
| Literleistung      | 300,2 PS                   |
| Auspuff            | zwei Austrittsrohre        |
| Leistung           | 677 kW (920 PS)            |
| Einbaulage         | Mittelmotor, hinten, längs |

### Ausbaustufen
Für den Großen Preis von San Marino gab es eine erste Ausbaustufe, die 920 PS leistete.